# شهرستان ویتمن (واشینگتن)
شهرستان ویتمن، واشینگتن (به انگلیسی: Whitman County, Washington) یک شهرستان در ایالات متحده آمریکا است که در ایالت واشینگتن واقع شده‌است.
شهرستان ویتمن ۵٬۶۴۱٫۰۳ کیلومترمربع مساحت دارد.

## تاریخچه
مهاجرت اروپایی‌تباران به منطقه‌ای که توسط مرز ایالت امروزی واشینگتن ترسیم شد، از آغاز قرن نوزدهم، هم توسط آمریکایی‌ها و هم کانادایی‌ها، انجام شد. با این حال، اکثر سفرهای اکتشافی و علاقه کانادایی‌ها به این سرزمین به دلیل تجارت خز بود، در حالی که شهرک‌نشینان آمریکایی عمدتاً به دنبال زمین برای کشاورزی و دامپروری بودند. پیمان ۱۸۱۸  کنترل دوگانه این منطقه را توسط مقامداران دولتی ایالات متحده و کانادا پیش‌بینی کرده بود. در طول این دوره، قلمرو آینده واشینگتن به دو منطقه اداری تقسیم شد: شهرستان کلارک و شهرستان لوئیس (رسماً در سال ۱۸۴۵).
مفهوم کنترل دوگانه دست و پاگیر بود و منجر به مشاجرات مداوم و گاه درگیری می‌شد. وضعیت منطقه واشینگتن در سال ۱۸۴۶، زمانی که معاهده اورگان سرزمین جنوب عرض جغرافیایی ۴۹ درجه شمالی را به کنترل آمریکا واگذار کرد، حل و فصل شد.
در سال ۱۸۵۴، شهرستان اسکامانیا از شهرستان اصلی کلارک جدا شد. همچنین در سال ۱۸۵۴، شهرستان والا والا از شهرستان جدید اسکامانیا جدا شد. در سال ۱۸۶۳، شهرستان استیونز از شهرستان والا والا جدا شد و در سال ۱۸۷۱، بخشی از شهرستان استیونز برای تشکیل شهرستان ویتمن جدا شد. شکل شهرستان ویتمن در سال ۱۸۷۱ به‌طور قابل توجهی بزرگتر از مرز فعلی آن بود، زیرا شهرستان‌های آدامز، فرانکلین و لینکلن در سال ۱۸۸۳ از شهرستان ویتمن جدا شدند. پس از آن، شهرستان ویتمن شکل خود را حفظ کرد، از جمله در دوره‌ای پس از آنکه واشینگتن در سال ۱۸۸۹ چهل و دومین ایالت آمریکا شد.

## نگارخانه

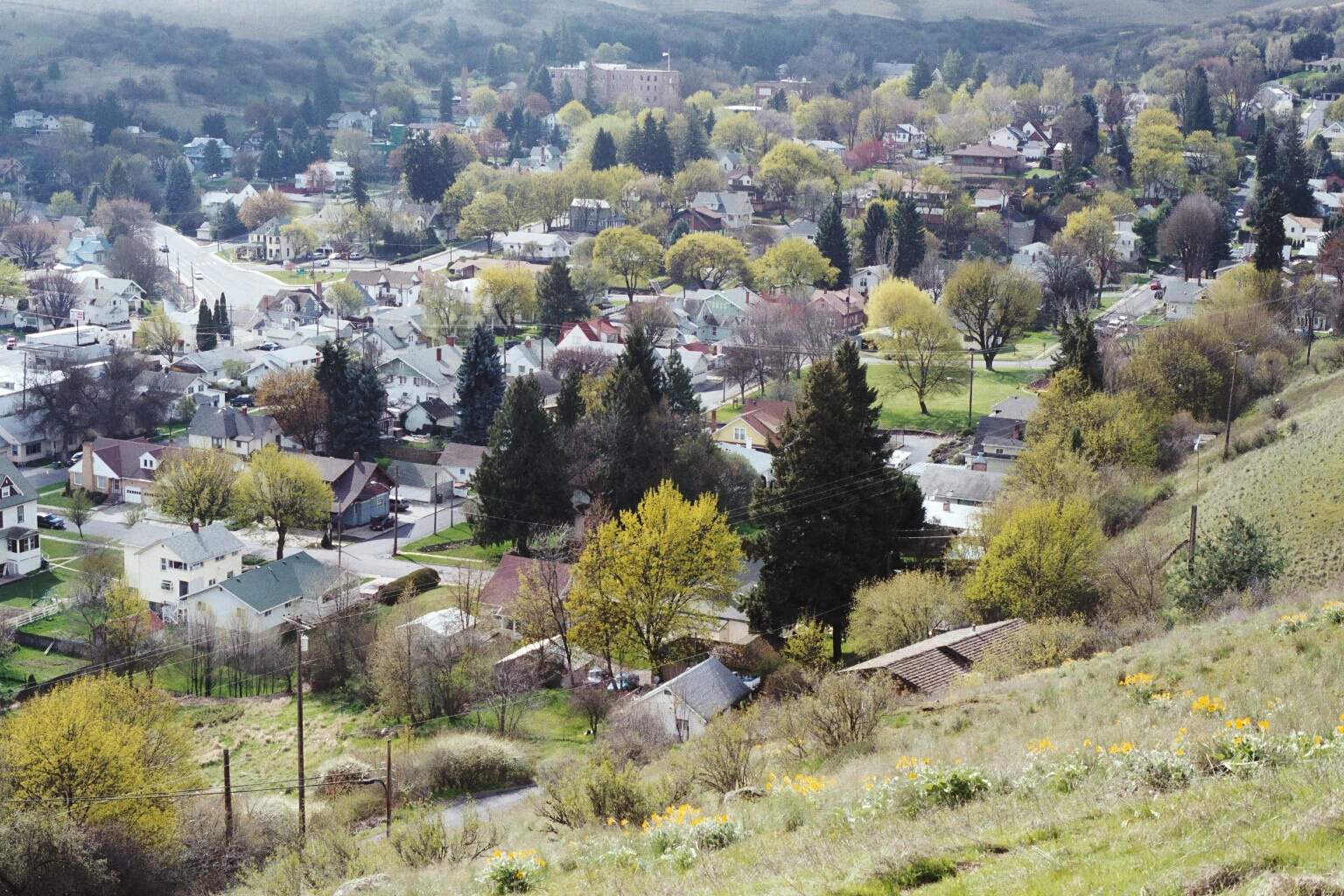
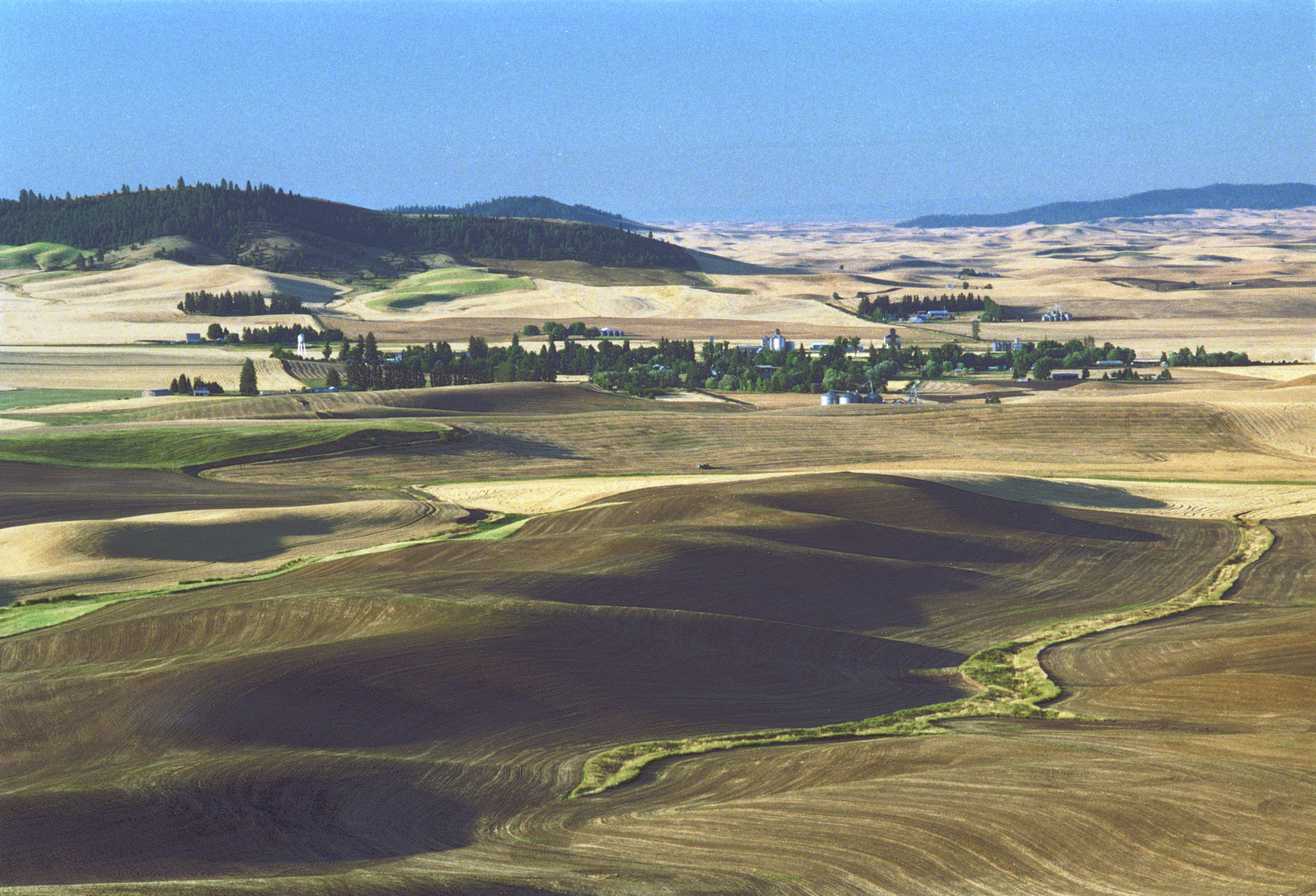
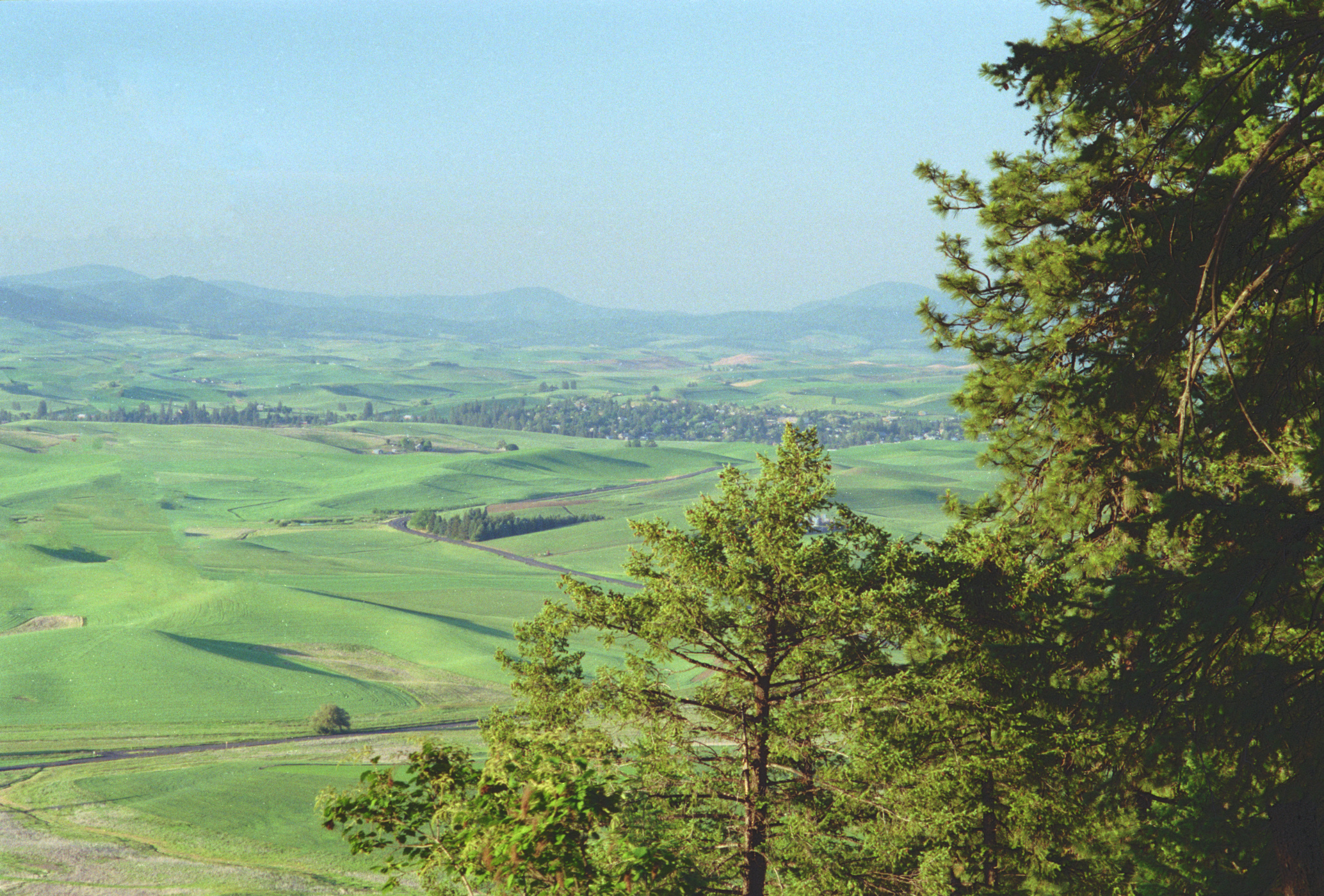
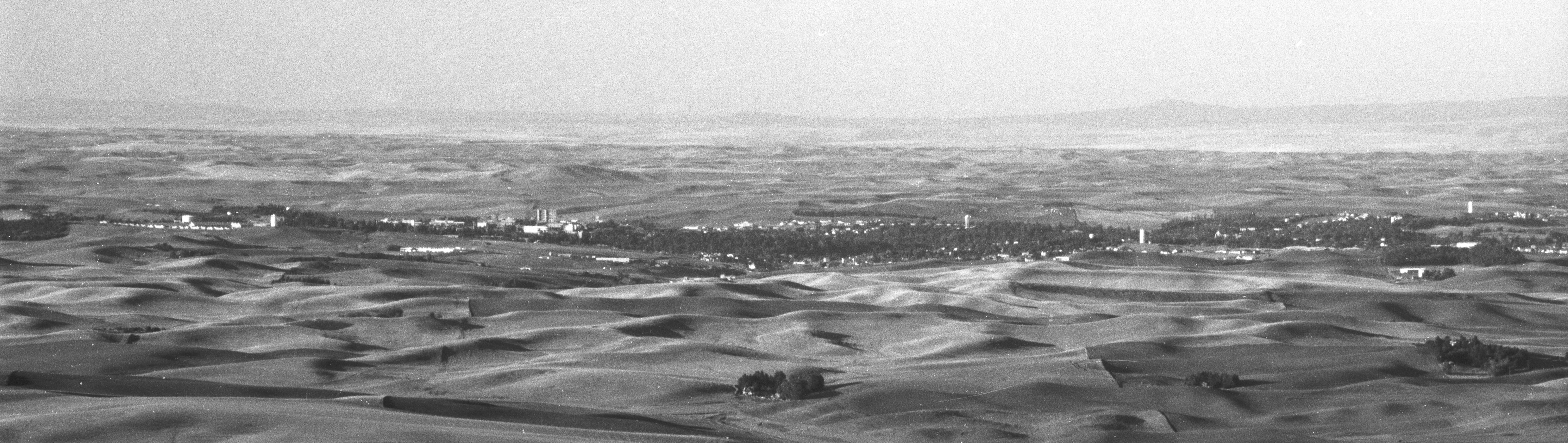
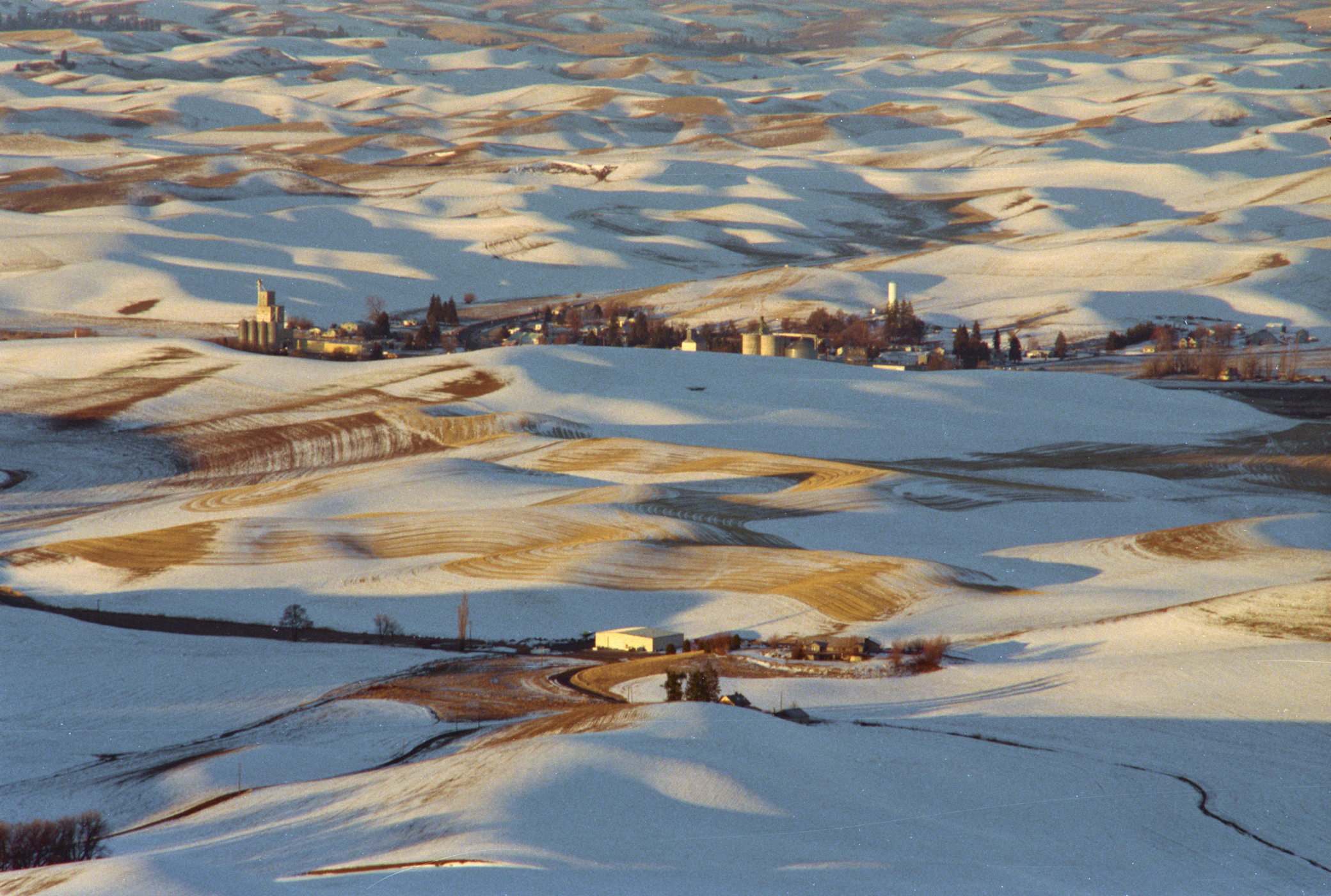